# Religieuse
Pour les articles homonymes, voir Religieuse (homonymie).
« Sœur (civilité) » redirige ici. Pour les autres significations, voir Sœur (homonymie).
Pour un article plus général, voir Monachisme.

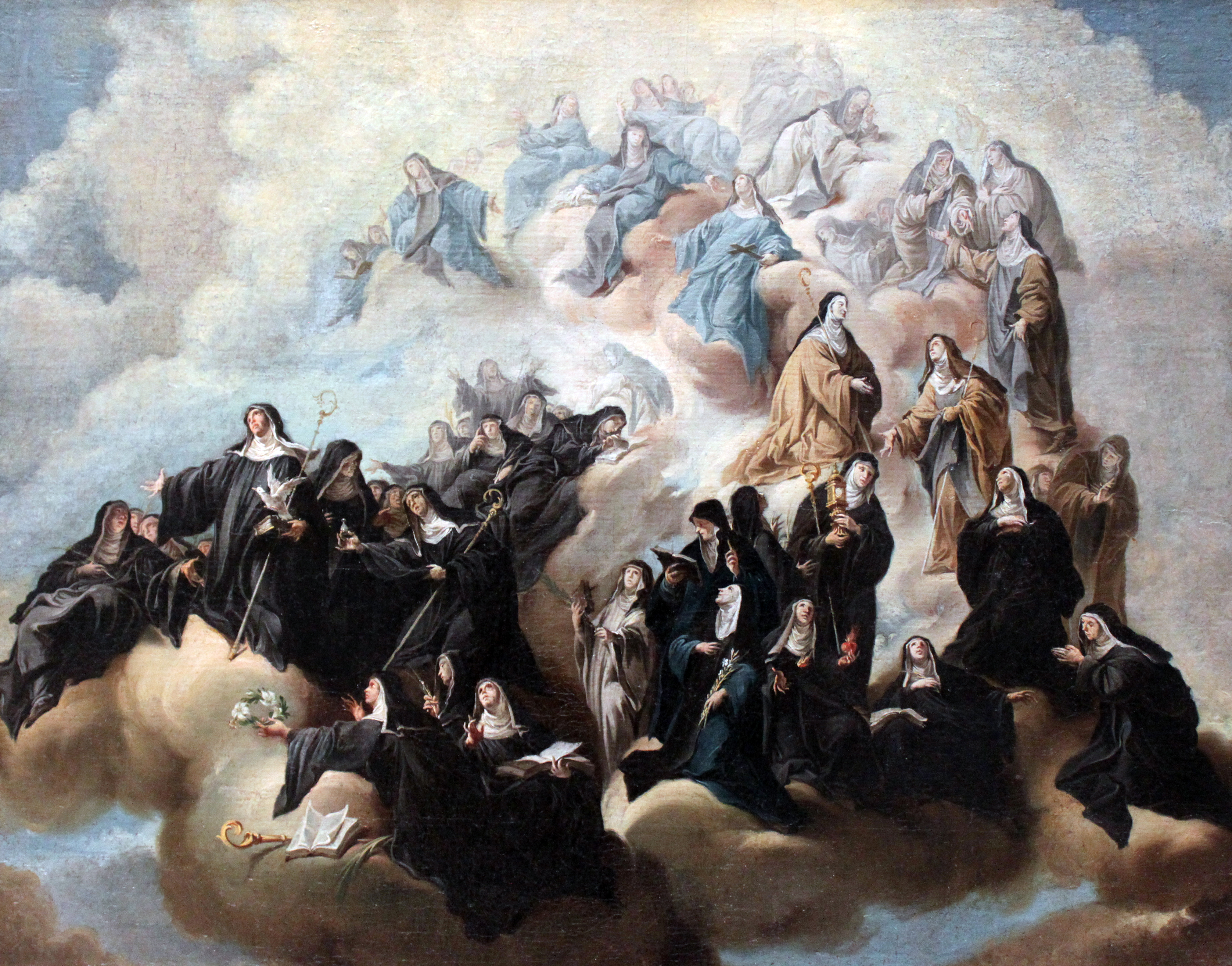
Sainte Scholastique avec les religieuses de l'Ordre bénédictin et ses affiliations, Johann Jakob Zeiller, 1748, Germanisches Nationalmuseum.

Une religieuse, moniale ou sœur, est une personne membre d'une communauté religieuse féminine, qui s’engage dans des vœux de pauvreté, chasteté et obéissance. Dans le langage courant, elle est qualifiée de nonne, ou familièrement bonne sœur lorsqu'elle travaille dans la santé ou l'assistance à autrui. 
Lorsqu'elle choisit de consacrer sa vie au service des autres, on parle de sœur apostolique. Dans le cas où elle quitte la société afin de vivre une vie de prière et de contemplation, on parle alors de moniale ou sœur contemplative, tournée vers Dieu dans un monastère ou un couvent. 
Les religieuses sont présentes dans la religion chrétienne (catholique, orthodoxe, anglicane, luthérienne), ainsi que dans les religions jaïne, bouddhiste, taoïste et hindoue.

## Bouddhisme
Toutes les traditions bouddhistes présentent des religieuses, mais leur statut est différent selon les pays. Le Bouddha Gautama permet aux femmes d'entrer dans le sangha, cinq ans après avoir fondé l'ordre masculin des bhikkhus, mais avec beaucoup de réticence, prédisant que le mouvement conduirait à l'effondrement du bouddhisme après 500 ans. Il leur imposa huit règles spécifiques les assujettissant aux moines.
Comme pour les moines, dans les différentes cultures bouddhistes d'Asie, il y a de nombreuses variations dans l'habit des religieuses ainsi que dans les conventions sociales. 

### Tibet
Dans le bouddhisme tibétain, il existe depuis des siècles des religieuses qui ne reçoivent cependant pas l’ordination complète, les bhikkhunis ayant déjà disparu d’Inde et du Népal lorsque le bouddhisme pénétra au Tibet. La réintroduction de la pleine ordination pour les religieuses dans les écoles du bouddhisme tibétain a été à l'ordre du jour d'un congrès international qui s'est tenu à Hambourg en juillet 2007. Il existe une gamme de statuts entre les purs laïcs et les religieuses. On trouve ainsi des yoginis et des ngakmas (courants nyingmapa et bön) mariées, mais aussi les kandromas (dakinis). Récemment, quelques gelongmas (bhikkhunis) occidentales ordonnées par des moniales du courant mahayana ont été acceptées dans des lignées tibétaines. 
Parmi les religieuses tibétaines prééminentes ou célèbres, on peut citer Ngawang Sangdrol fortement engagée pour la liberté du Tibet, Khandro Rinpoché, fille de Mindroling Trichen, chef de l’école nyingmapa et directrice du monastère Samten Tse (Inde), Khandroma Palden Chotso, directrice de l’Ermitage des dakinis (Tibet), Khandro Tinley Chodon, petite-fille du maître Kagyu Shakyasri et Jetsun Kushok Chimey Luding Rinpoché, sœur de Sakya Trizin, l’actuel chef de l'école sakyapa, ou encore Shugsep Longchen Rinpoché.
Ainsi, au Tibet, avant l'invasion chinoise de 1959, il y avait 27 000 religieuses pour environ 592 000 moines.

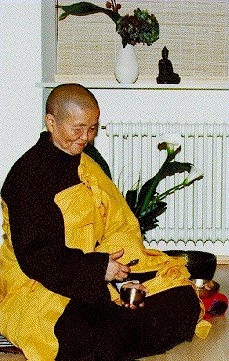
La religieuse bouddhiste vietnamienne Chân Không.
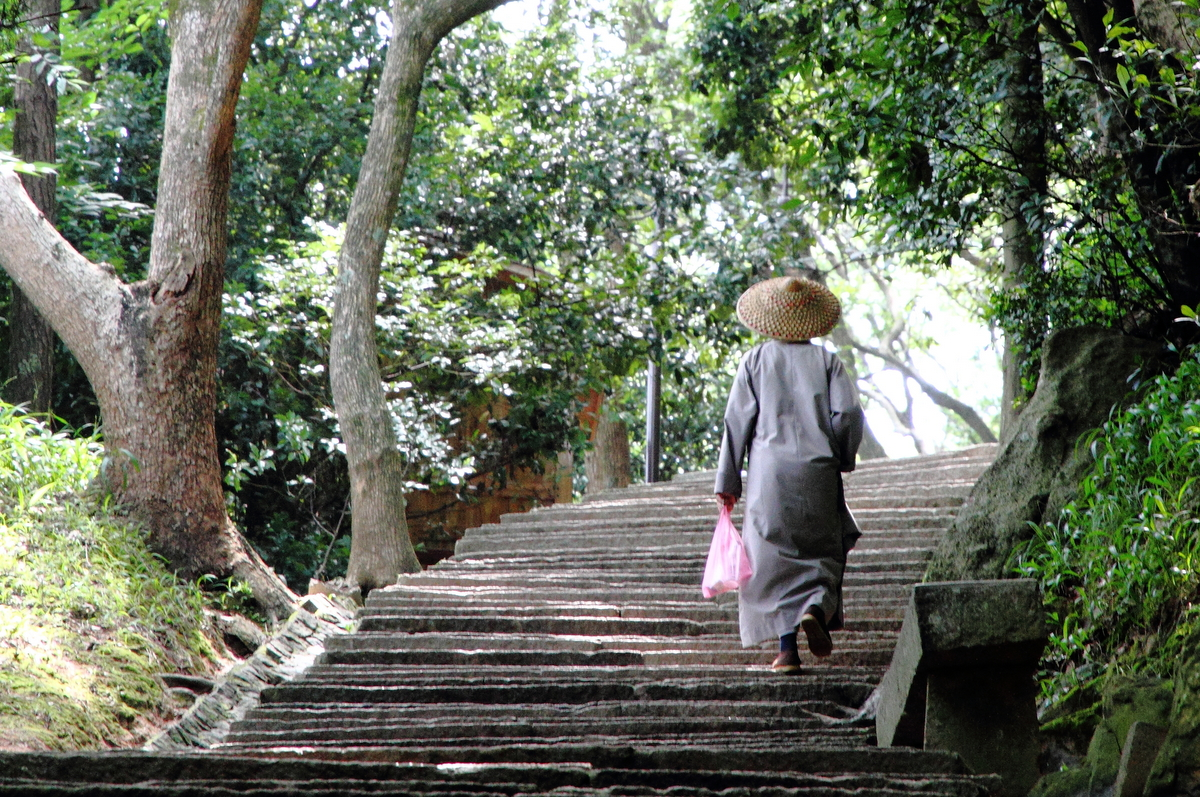
Religieuse bouddhiste chinoise sur l'île du mont Putuo Shan.

### Japon
Au Japon, les religieuses sont dans leur grande majorité des femmes non ordonnées qui ont fait vœu de suivre les dix préceptes et les préceptes de bodhisattva. Malgré des débuts difficiles, dès 747, elles peuvent s’installer dans des monastères et acquérir une formation, notamment au temple Hokke-ji, fondée par l'impératrice Kōmyō.
Durant l'époque pré-moderne, les femmes aristocratiques japonaises deviennent souvent religieuses bouddhistes. Aujourd'hui, certaines sont même devenues maîtres zen.

### Chine
Le Bouddhisme chinois possède une réelle tradition bhikkuni. 
Le rôle relativement actif des religieuses chinoises leur apporte une grande popularité auprès des Chinois. De 1952 à 1999, lorsque l'Association bouddhiste de la République de Chine organise une coordination publique, les candidatures féminines sont environ trois fois plus nombreuses que celles des hommes. En revanche, Shiu-Kuen Tsung observe que, dans le comté de Taipei, le clergé féminin est considéré avec une certaine suspicion par la société. 
Aujourd'hui, la croissance économique et l'assouplissement des restrictions familiales permet à plus de femmes de devenir religieuses.

## Christianisme

### Église catholique
Dans l'Église catholique, une sœur, une religieuse ou une moniale est une femme qui, pour suivre « de plus près le Christ sous l’action de l’Esprit Saint, se donne totalement à Dieu aimé par-dessus tout ». Lors de son engagement, ou profession, elle prononce les vœux qui la lient jusqu'à la mort dans un ordre religieux ou une congrégation dont elle suit la règle et les constitutions. 

#### Vœux religieux ou conseils évangéliques
Au fondement de la vie monastique, il y a l'objectif de rechercher Dieu dans le cadre d'une institution religieuse qui permet un mode de vie propice à vivre une vocation profonde. Les trois vœux ou conseils évangéliques, de pauvreté, chasteté et obéissance.

#### Apostoliques ou contemplatives
On distingue généralement deux sortes de religieuses : les religieuses apostoliques, qui ont un apostolat (ou ministère) à l’extérieur de la communauté: enseignement, soin des malades, travail social, etc., et les religieuses contemplatives dont la mission principale est la prière : louange de Dieu et intercession pour le monde. Parmi ces dernières, les moniales (féminin de « moines ») vivent dans leur monastère un certain retrait du monde, appelé clôture, dans la solitude et le silence, au service d'une ouverture plus profonde à Dieu et aux Hommes.
Dans la tradition catholique romaine, il existe un grand nombre de communautés religieuses féminines, chacune avec son propre charisme ou un caractère spécial. Il peut s'agir d'une dévotion particulière à un saint patron ou une sainte patronne, comme il peut s'agir d'une mission particulière. Ce charisme est souvent réflété dans le nom de la communauté, mais ce n'est pas toujours le cas.

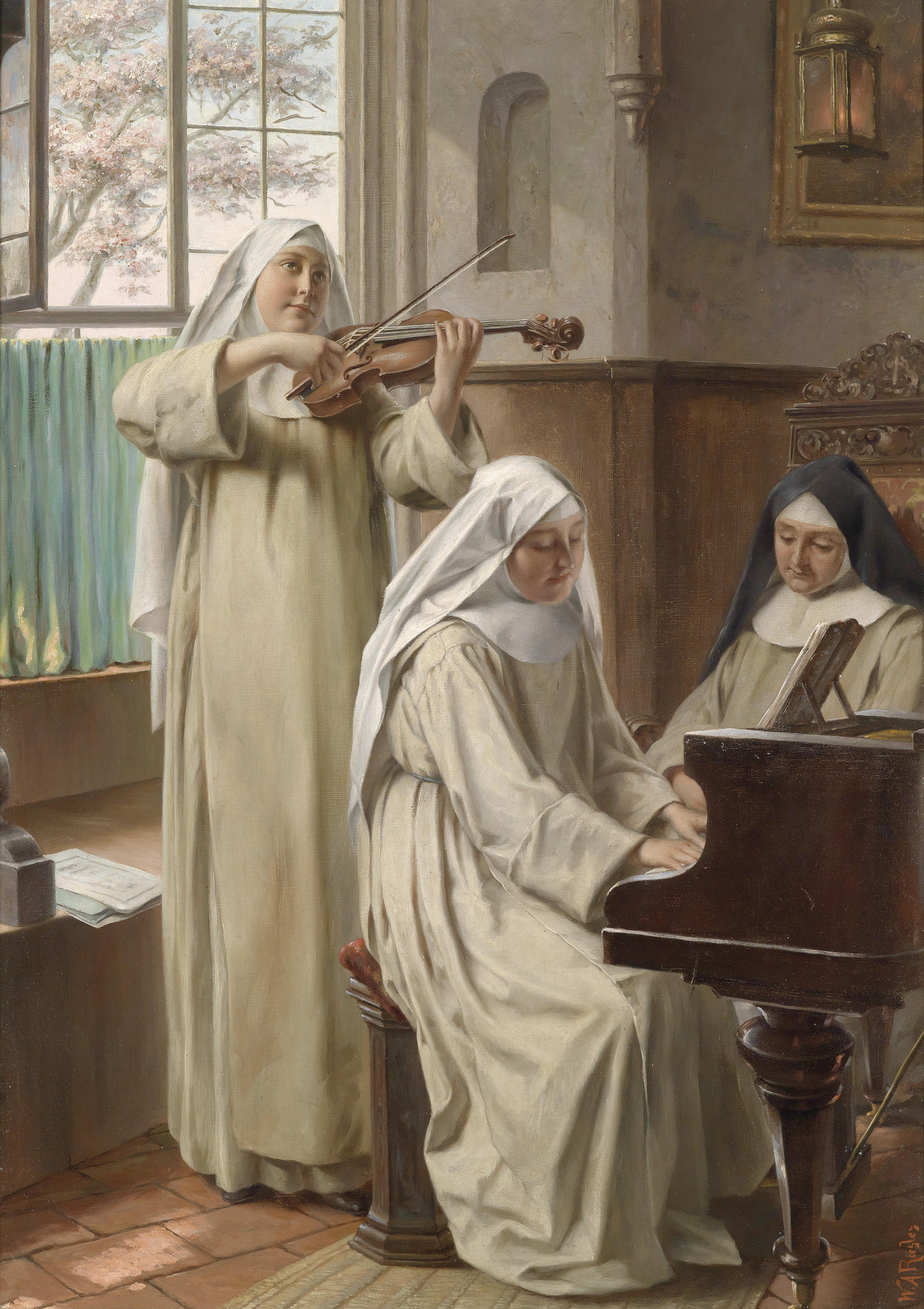
Musique au couvent, W. A. Roesler, XIXe siècle.
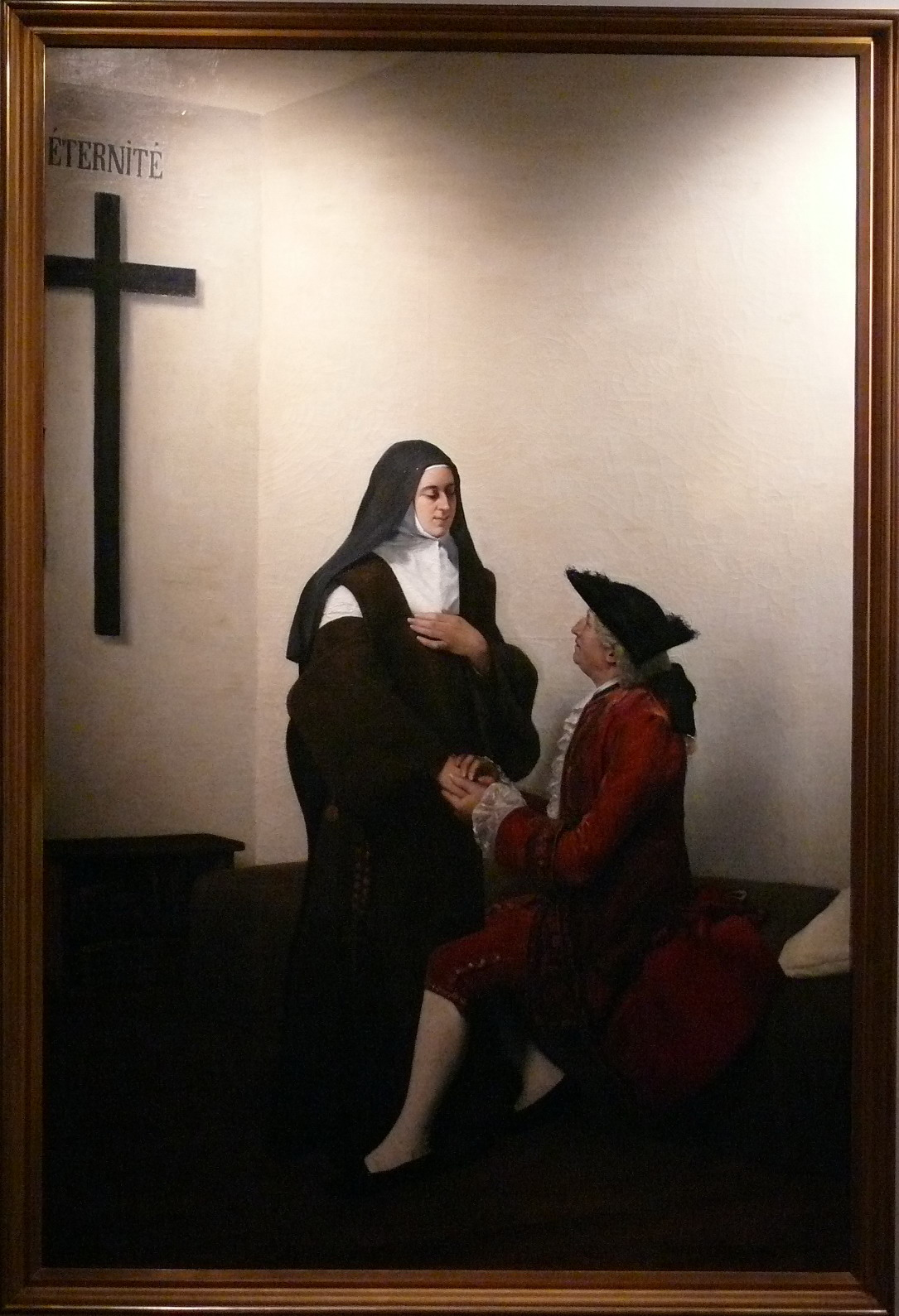
Visite de Louis XV à Madame Louise de France, Le Boucher, 1882, musée d'Art et d'Histoire de Saint-Denis.

#### Les moniales ou sœurs contemplatives
Les moniales et sœurs contemplatives observent généralement une forme de clôture qui les sépare du monde extérieur afin de se consacrer plus pleinement à la prière, quittant rarement leur monastère ou leur couvent sauf en cas de nécessité ou à des fins liées à leur vie contemplative (formation, réunions de fédération, etc.). Elles gagnent généralement leur vie par le travail de leurs mains.
Parmi les moniales, certaines suivent la règle de saint Benoît: ce sont les Bénédictines, Cisterciennes, les Trappistines (ou Cisterciennes de la stricte observance) et autres. On remarque dans cette tradition l’importance du travail manuel et de l’hospitalité. La devise est « ora et labora » (prie et travaille). Ces sœurs prononcent des vœux de stabilité dans le monastère, d'obéissance et de conversion des mœurs, les vœux de pauvreté et de chasteté étant inclus dans le vœu de conversion des mœurs.
Les moniales chartreuses vivent une vie semi-érémitique conformément aux statuts de l’ordre des Chartreux qui a été fondé en 1084 par saint Bruno. La branche féminine date du XXe siècle. 
D’autres moniales sont issues des ordres mendiants. Ce sont entre autres : 
- les Clarisses ou sœurs de l'ordre des Pauvres Dames ;
- les Dominicaines, ou moniales de l'ordre des Prêcheurs[11],[12] ;
- les Carmélites.

Dans d'autres communautés religieuses, les religieuses prononcent un vœu supplémentaire lié au travail ou au caractère spécifique de leur ordre.
Il y a également des sœurs contemplatives non moniales, par exemple les Visitandines.
Jusqu'au concile Vatican II, il existait deux catégories de religieuses, les « religieuses de chœur », qui s'engageaient à la récitation quotidienne de la liturgie des Heures, habituellement de manière solennelle, et les « sœurs converses », généralement de formation académique inférieure, qui étaient chargées de la gestion matérielle du monastère ou du couvent. Les affaires extérieures étaient souvent confiés à des sœurs externes qui, vivant en dehors de la clôture, formaient comme une communauté en marge de la communauté . Ces distinctions n'ont plus cours à l'heure actuelle.

#### Abus sexuels
En février 2019, le pape François évoque le dossier des religieuses abusées et victimes d'agressions sexuelles allant jusqu'à employer les termes d'« esclavage des femmes ». En 2020, le cardinal João Braz de Aviz, préfet de la Congrégation pour les instituts de vie consacrée et les sociétés de vie apostolique, indique qu'il existe bien des prêtres abusant de religieuses mais « il commence à apparaître des cas d’abus sexuels entre sœurs ». 

### Étapes de la formation religieuse

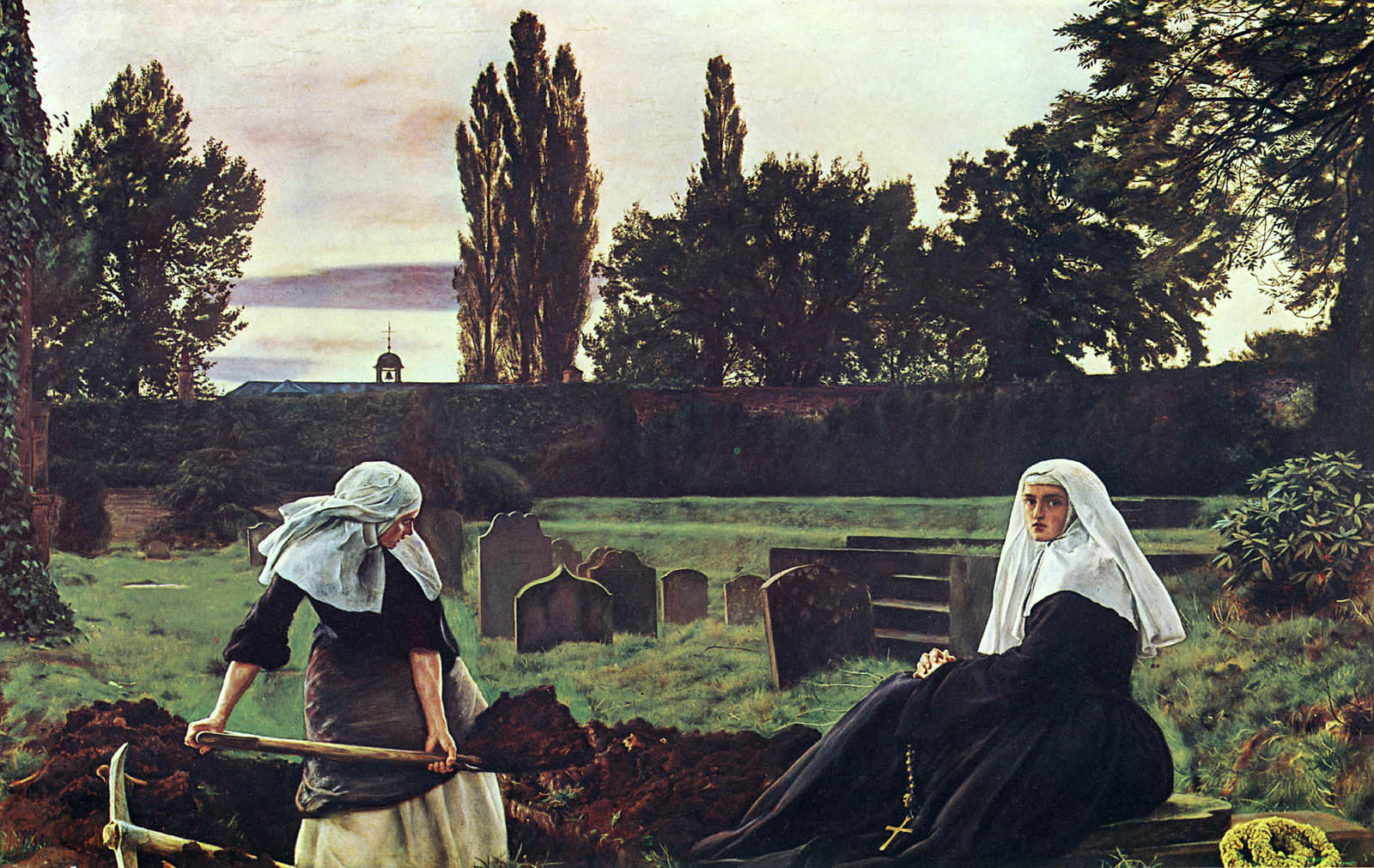
La vallée du repos, John Everett Millais, 1858.

La formation religieuse commence par une période d'essai de six mois à un an appelée postulat, temps pour découvrir la vie à laquelle la candidate aspire. Le postulat est suivi d'un ou deux ans de noviciat. Dans certaines communautés les novices portent déjà l'habit religieux, mais durant tout ce temps, la candidate et la communauté sont libres de prendre une décision dans un sens ou l'autre.
À l'issue du noviciat, la sœur peut prononcer des vœux temporaires pour une durée d'au moins trois ans renouvelables. Ce n'est donc qu'au bout de plusieurs années que la religieuse peut être admise à prononcer un engagement définitif.
Les communautés de religieuses s'associent souvent à la prière pour une personne en particulier ou afin de soutenir les missions d'un autre ordre par la prière ; par exemple, les religieuses dominicaines du monastère de Corpus Christi dans le Bronx, à New York, prient pour des prêtres de l'archidiocèse de New York partis en mission ou encore, certaines sœurs missionnaires de Maryknoll ont de petites maisons où elles prient pour le travail des prêtres, des moines et religieuses de leur congrégation.
Il existe également les chanoinesses, équivalent féminin du chanoine. L'origine et les règles de la vie monastique sont les mêmes pour les hommes et les femmes. Comme pour les chanoines, il en existe deux types : les chanoinesses régulières, ayant prononcé les vœux religieux traditionnels, et les chanoinesses laïques, qui n'ont pas prononcé les vœux et restent donc libres de se marier. Ce deuxième type est, au Moyen Âge, un moyen de mener une vie pieuse pour les femmes de famille aristocratique, mais a aujourd'hui disparu, sauf dans les couvents luthériens en Allemagne.
Une religieuse qui est élue à la tête de sa maison religieuse est appelée abbesse si la maison est une abbaye, prieure s'il s'agit d'un couvent, ou plus généralement, elle est appelée « mère supérieure ». 
Le costume traditionnel des femmes dans les communautés religieuses se compose d'une tunique, attachée autour de la taille avec un chiffon ou une ceinture de cuir. Au-dessus de la tunique, les religieuses portent un scapulaire. Certaines portent également un voile, une cornette ou une guimpe blanche, entourant le visage. Certains ordres, telles que les Dominicaines, portent un rosaire (grand chapelet) à leur ceinture, ou encore, un crucifix sur une chaîne autour du cou.
Après le Concile Vatican II, le droit canon de l'Église catholique déclare : « Les religieux portent l'habit de leur ordre, fabriqué selon le droit propre, comme un signe de leur consécration et en témoignage de leur pauvreté ». 

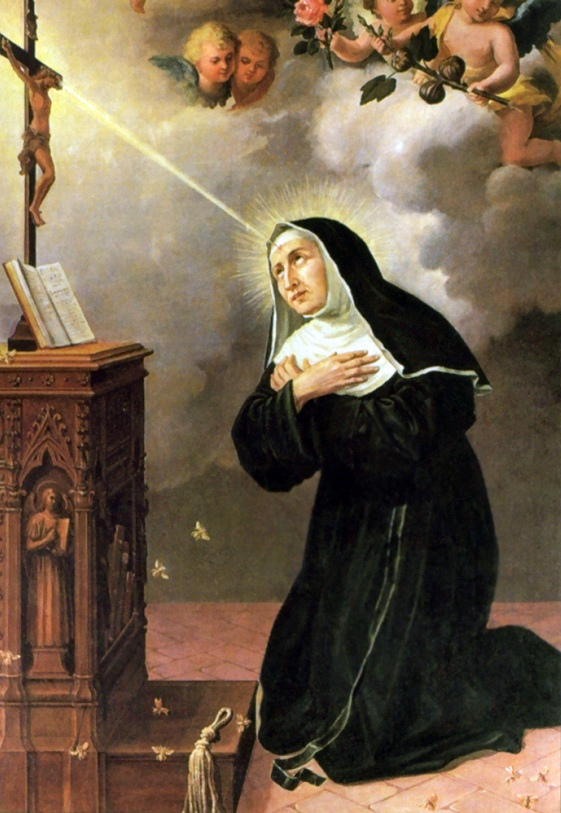
Sainte Rita de Cascia.
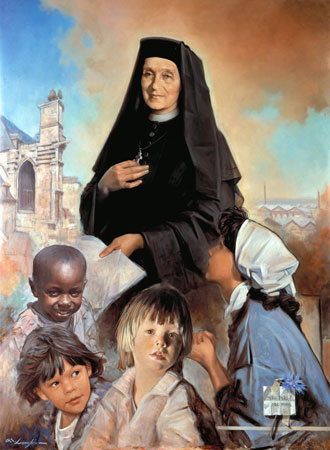
Sainte Léonie Aviat.
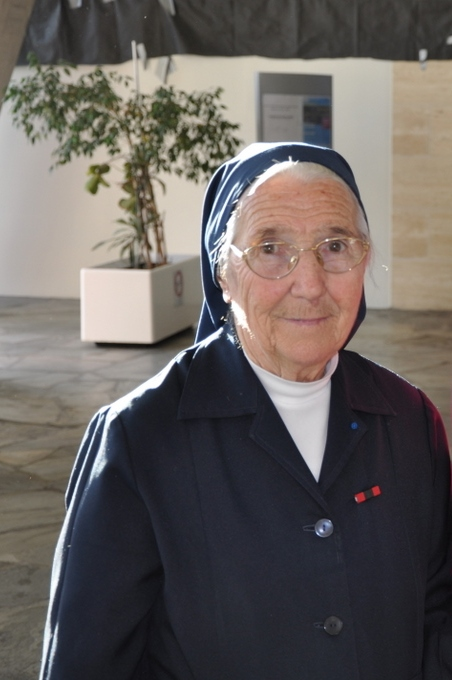
Sœur Marguerite Tiberghien en 2011.
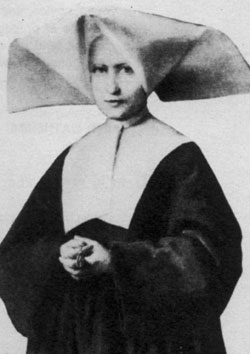
Sainte Catherine Labouré v. 1850.
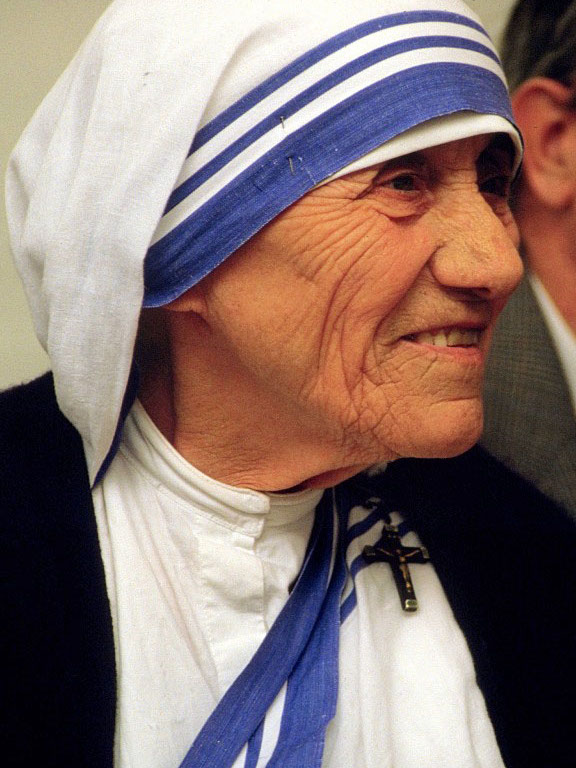
La Sainte Mère Teresa.

### Orthodoxie

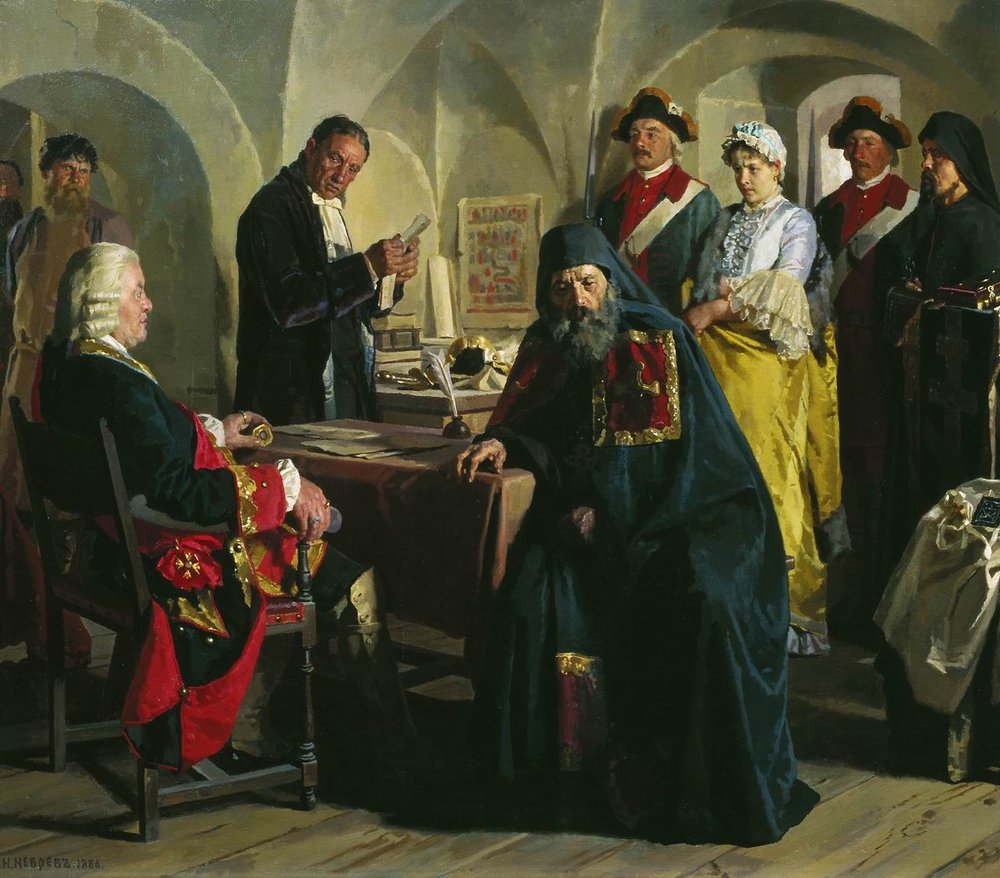
La princesse Prascovie Youssoupova avant de devenir religieuse, Nikolaï Nevrev, 1886.

Dans l'Église orthodoxe, les religieux et les religieuses mènent le même genre de vie et il n'y a pas de distinction entre couvents et monastères. Le terme utilisé pour une abbesse est la forme féminine d'abbé (hegumeni en grec, Игуманија (igumanija) en serbe, игумения (igoumenia) en russe, mère higoumène en français. Les moines orthodoxes n'ont pas d'ordres distincts comme dans le christianisme occidental. Les moines et moniales orthodoxes mènent des vies spirituelles identiques ; il peut y avoir de légères différences dans la façon dont fonctionne un monastère à l'intérieur, mais ce sont tout simplement des différences de style dépendant de l'abbesse ou abbé. L'abbesse est le chef spirituel du couvent et son autorité est absolue ; aucun prêtre, évêque, ou même patriarche ne peut remplacer une abbesse dans les murs de son monastère. Les abbesses peuvent entendre les confessions (sans absolution), mais elles ont besoin des services d'un prêtre pour célébrer la Divine Liturgie et effectuer d'autres fonctions sacerdotales comme l'absolution des péchés.[réf. nécessaire]

### Protestantisme
Une Diaconesse est une femme qui exerce un ministère réservé aux femmes dans certaines Églises protestantes. Ces ministères ont été établis à partir des années 1830 d'abord dans les Eglises luthérienne allemandes puis dans la plupart des Églises protestantes d'Europe. Les diaconesses assurent des fonctions sociales, notamment hospitalières ou gériatriques, et spirituelles (enseignement, retraites, prédications…). Elles ne sont pas ordonnées, d'autant plus que leurs églises ne pratiquent pas toutes l'ordination, et ne doivent pas être assimilées à des ordres religieux féminins catholiques. 
En France, les Diaconesses de Reuilly, de confession réformée, sont fondées in 1841 à Paris par une laïque, Caroline Malvesin (1806-1889), en collaboration avec le pasteur de l'Oratoire du Louvre Antoine Vermeil (1799-1864). La plupart du temps, l'activité de ces diaconesses est dans le domaine caritatif ou dans l'enseignement, mais certaines sont aussi théologiennes ou pasteures, spécifiquement chez les Diaconesses de Buc qui font partie des Diaconesses de Reuilly,. Les Diaconesses de Strasbourg sont à leur tour fondées en 1842 par le pasteur luthérien François-Henri Haerter (1797-1874).